# The Face at the Window (1920)
The Face at the Window é um filme mudo britânico de 1920, do gênero policial, dirigido por Wilfred Noy e estrelado por C. Aubrey Smith, Gladys Jennings e Jack Hobbs. É baseado em uma peça de Brooke Warren. Seu enredo diz respeito a um criminologista britânico que ajuda a polícia francesa a resolver um assassinato em Paris.

## Elenco
- C. Aubrey Smith - Bentinck
- Gladys Jennings - Marie de Brisson
- Jack Hobbs - Lucien Cartwright

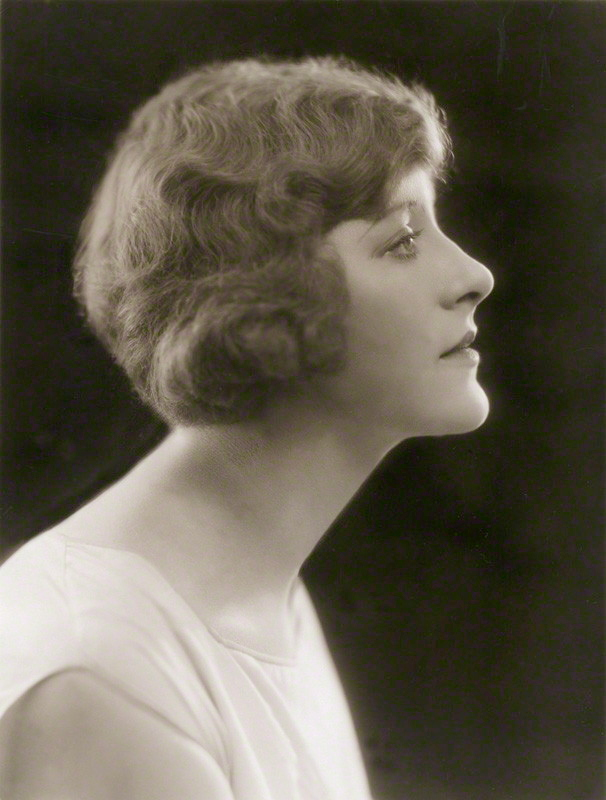
Gladys Jennings

- Charles Quatermaine - Lucien deGradoff
- Ben Field - Peter Pottlebury
- Simeon Stuart - Henri de Brisson
- Kathleen Vaughan - Babbette
- Kinsey Peile - Doutor le blanc